# Corneille Heymans
Corneille Jean François Heymans (Gent, 1892. március 28. – Knokke, 1968. július 18.) belga farmakológus, fiziológus. 1938-ban orvostudományi Nobel-díjat kapott, azért a felfedezéért, hogy a verőerek receptorai a vérnyomáson kívül a légzés gyakoriságát is szabályozzák.

## Élete
Corneille Heymans 1892. március 28-án született a belgiumi Gentben. Apja, Jean-François Heymans a Genti Egyetem farmakológiaprofesszora és rektora volt, aki a róla elnevezett Heymans Farmakológiai Intézetet alapította.
Szülővárosában és Turnhoutban járt középiskolába, majd a Genti Egyetemen tanult orvostudományt, ahol 1920-ban kapta meg diplomáját. Ezután Párizsban, Lausanne-ban, Bécsben, Londonban és Clevelandben dolgozott a helyi egyetemeken, 1922-ben pedig visszatért Gentbe, ahol farmakodinamikát adott elő. Apja visszavonulása után őt nevezték ki farmakológiaprofesszornak, valamint a gyógyszerészeti tanszék és a Heymans Intézet vezetőjének. Itt dolgozott egészen 1963-as nyugalomba vonulásáig.

## Tudományos munkássága
A Heymans Intézetben elsősorban a légzés, vérkeringés és anyagcsere élettani és farmakológiai kérdéseivel foglalkoztak a kutatók. Ezek a vizsgálatok vezettek a szív főverőerében és a fejverőér öblében (sinusában) elhelyezkedő kemoreceptorok és a vérnyomás agyi érzékelésének felfedezéséhez. Az ezen receptorok és a légzés ritmusának szabályozása közötti reflex felismeréséért Corneille Heymans 1938-ban fiziológiai Nobel-díjban részesült. Mivel apjával együtt dolgozott, feltehetően közösen kapták volna a díjat, de ekkorra ő már nem élt.
Ezenfelül Heymans és munkatársai foglalkoztak az agyi vérkeringés élettanával és az idegi és veseeredetű magas vérnyomás patofiziológiájával; a vérkeringés változásaival az izommunka során; az idegdúcok eltávolítása után jelentkező fiziológiás és anyagcsere-változásokkal; a sejtanyagcserét fokozó, valamint a tüdő működését befolyásoló anyagok gyógyszertanával és sok egyéb problémával.
Heymans igen termékeny szerző volt, 1920-tól kezdve körülbelül 800 cikket közölt tudományos folyóiratokban és főszerkesztője, valamint kiadója volt az apja által 1895-ben alapított Archives Internationales de Pharmacodynamie et de Thérapie-nak.
1934-től egészen nyugdíjba vonulásáig a világ öt kontinensén számos egyetemen volt vendégelőadó. A második világháború után a belga kormány és a WHO megbízásából sok (főleg harmadik világbeli) országot megjárt [Irán és India (1953), Egyiptom (1955), Belga-Kongó (1957), Latin-Amerika (1958), Kína (1959), Japán (1960), Irak (1962), Tunézia (1963), Kamerun (1963)].

## Elismerései
Heymanst elnökévé választotta az Élettani Tudományok Nemzetközi Szövetsége és a Farmakológusok Nemzetközi Tanácsa, és ő elnökölt az 1956-os brüsszeli 20. Nemzetközi Élettani Kongresszuson. Tagja volt a WHO szakértői tanácsának, Belgiumban pedig a Tudománypolitikai Nemzeti Tanács alelnöki tisztségét vállalta el. Számos ország tudományos akadémiájának és tudományos társaságainak volt rendes vagy levelező tagja.
A Nobel-díjon felül elnyerte az Académie royale de médecine de Belgique Alvarenga-díját, az Académie royale des sciences de Belgique Gluge-díját, a Belga Egyetemi Alap Alumni-díját, az Académie de Médecine de Paris Bourceret-díját, a Francia Intézet Monthyon-díját, a Pontificia Academia Scientiarum XI. Pius-díját, a Berni Egyetem Burgi-díját és egyéb akadémiai díjakat.
Kitüntették a belga Koronarenddel, a belga Lipót-renddel, a svéd Sarkcsillagrenddel, a vatikáni Szent Szilveszter-renddel és a Szent Sír Lovagrenddel. Tüzértisztként végigharcolta az első világháborút, ahol megkapta a Haza Kiváló Szolgálatáért Polgári Keresztet, a Tűzkeresztet és a Belga Hadikeresztet.

## Családja
1921-ben házasodott össze az orvosi végzettségű Berthe May-jel. Négy gyermekük: Marie-Henriette, Pierre, Jean és Berthe; valamint 18 unokájuk született. Szabad idejében vadászott és érdeklődött a festőművészet és az ókori orvostudomány iránt.
1968. július 18-án hunyt el agyvérzés következtében, 76 éves korában.